# De scherven van een verbrijzelde kroon
De scherven van een verbrijzelde kroon (Shards of a Broken Crown) is het laatste boek van de fantasyserie De boeken van de Slangenoorlog van Raymond E. Feist. In deze tetralogie beschrijft de auteur de tweede magische scheuring die Midkemia bedreigt.

## Samenvatting van het boek
De opmars van de vijand is gestopt, maar de ingenomen gebieden van het Koninkrijk moeten heroverd worden. Nu de Smaragden Koningin dood is, heeft generaal Fadawah zichzelf tot koning uitgeroepen en is vastbesloten de verovering van het Koninkrijk voort te zetten. Daarbij komt nog het keizerrijk Kesh, dat begerig kijkt naar de vrijwel onverdedigde grenzen van het Koninkrijk. Erik von Zwartheide, de voormalige smid van Ravensburg, en Owen Grijslok, de gewezen zwaardmeester van de baron, staan voor de immense opdracht dat te verhinderen. Dat terwijl de westelijke delen van het Koninkrijk geregeerd worden door de jonge en onervaren prins Patrick. Gelukkig krijgen ze door een overloper de gevallen stad Krondor, die stilaan weer tot leven komt, in handen. Maar doordat de stad nog niet heropgebouwd is, is hij moeilijk te verdedigen. Kesh heeft er zijn zinnen op gezet en zakt met een leger naar de hoofdstad af. Tot de magiër Puc het hele oorlogsgedoe beu is en er een einde aan maakt. Hij sluit een gedwongen vrede met Kesh en dreigt ermee iedere Keshische of Koninkrijkse soldaat die de grens nog oversteekt te vermoorden. Ook het leger van Fadawah wordt verslagen en hijzelf wordt vermoord door Nakur, die samen met Puc en Miranda de scheur van Midkemia naar Kelewan dicht.